# Emphreus
Emphreus es un género de escarabajos longicornios de la subfamilia Lamiinae. Fue descrito por Francis Polkinghorne Pascoe en 1864.

## Especies
- Emphreus adlbaueri Teocchi y Sudre, 2009
- Emphreus ferruginosoides Breuning, 1971
- Emphreus ferruginosus (White, 1858)
- Emphreus fuscovariegatus (Breuning, 1940)
- Emphreus fuscovittatus (Breuning, 1939)
- Emphreus lineatipennis Breuning, 1950
- Emphreus pachystoloides (Lacordaire, 1872)
- Emphreus tuberculosus (Aurivillius, 1910)
- Emphreus wittei Breuning, 1954